# Amber Lynn
Pour les articles homonymes, voir Lynn.
Amber Lynn, née Laura Allen le 3 septembre 1963 à Newport Beach (Californie), est une actrice pornographique américaine. Elle fait partie de l'AVN Hall of Fame et du XRCO Hall of Fame. Elle constitua, avec Ginger Lynn et Porsche Lynn, le « trio des trois Lynn » bien connu du cinéma X des années 1980.

## Biographie

### Jeunesse
Amber Lynn est née Laura Lynn Allen à Orange, en Californie. Elle est la cadette d'un officier de l'armée de l'air à la retraite. Elle a quatre frères et une sœur aînée, décédée à l'âge de deux ans d'une malformation cardiaque non diagnostiquée. L'un de ses frères est l'acteur pornographique Buck Adams.
Quand Amber Lynn avait trois ans, ses parents ont divorcé après avoir découvert que son père avait fondé une famille avec une autre femme. Peu de temps après, la mère de Amber a fait une dépression nerveuse et Amber a été placée dans une famille d'accueil, où elle a été maltraitée physiquement.
Elle a retrouvé sa mère à l'âge de sept ans. Peu de temps après, ils ont tous deux été impliqués dans un accident de voiture sur l'autoroute ; Amber a été éjectée de la voiture et sa mère meurt sur place.
Quand Amber a onze ans, son père meurt d’alcoolisme et d’insuffisance cardiaque. Adolescente, Amber décrivait elle-même son changement comme le passage d'un garçon manqué « grassouillet aux dents de lapin » à un « petit corps rocker ».

### Carrière
Elle a commencé à faire du mannequinat fitness, du mannequinat bikini et des concours de corps sexy. Elle a déménagé à Hollywood et est devenue une habituée des clubs de Sunset Strip.
Elle rencontre l'épouse de Larry Flynt, Althea Flynt, avec qui elle se lie d'amité et qui lui ouvre de nombreuses portes. Elle commence à poser nue dans des magazine masculins tels que Penthouse ou encore Hustler.
Elle débute ensuite dans le milieu du film pornographique en 1983, dans Personal Touch 3 aux côtés de l'acteur Jamie Gillis et de Nikki Randall.
En 1985, elle accède à la notoriété grâce au film Love Bites en réalisant une scène torride dans un ascenseur accompagnée de Peter North et Rick Savage. En France, elle se fait connaître grâce à une double pénétration vaginale dans Devil in miss Jones 3.
Elle s'éloign du milieu du X, après avoir appris le suicide de son amie, l'actrice Shauna Grant, en 1984. En 2001, Amber apparait dans The Man Show de Comedy Central.

### Vie privée
Amber Lynn a rencontré l'acteur porno Jamie Gillis sur le tournage de son deuxième film pornographique, et les deux ont une relation durable.

## Récompenses
- 1987 : XRCO Award – Best Supporting Actress – Taboo 5
- 1993 : Hot d'Or – Lifetime Achievement Award
- 1996 : XRCO Hall of Fame
- 2001 : AVN Hall of Fame
- 2007 : Adam Film World Guild – Lifetime Achievement Award

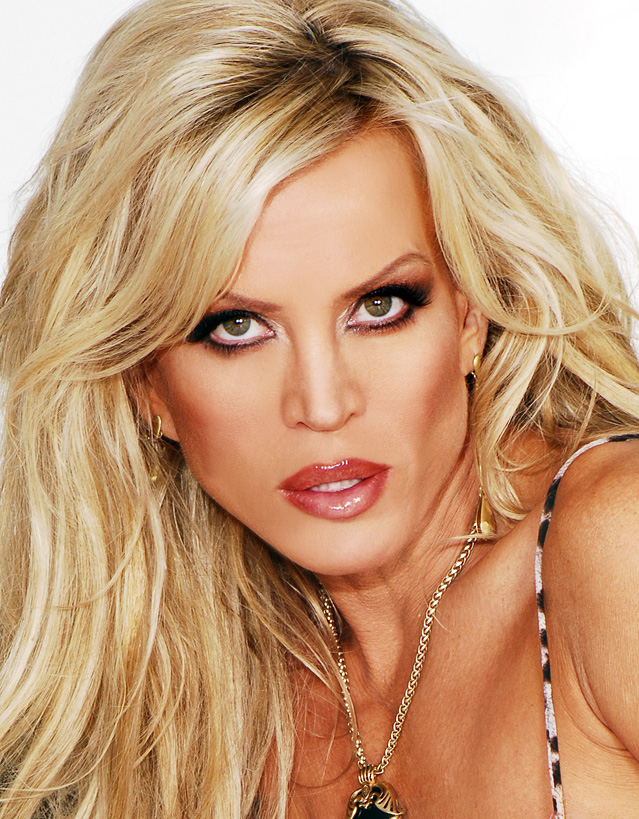
Amber lynn en 2008

## Filmographie sélective
- Seduced by a Cougar 17 (2011)
- Tiger's Tail (2010)
- Housewives of Amber Lane 2 (2009)
- Naughty Office 16 (2009)
- We Are the Glitch (2009)
- The Cougar Club (2008)
- Housewives of Amber Lane (2008)
- The MILF Next Door 3 (2008)
- Play Me a Sex Song (2008)
- Girlvana 4 (2008)
- Hardcore Cougars (2008)
- My Friend's Hot Mom 15 (2008)
- Slutty White MILF Neighbors 2 (2008)
- The Real Boogie Nights (2007)
- Mother Lode (2007)
- Desperate Mothers & Wives 8 (2007)
- My First Sex Teacher #8 (2006)
- Afro Erotica 16 (1987)
- Desperate Mothers and Wives 8  (2007)
- Slutty White MILF Neighbors 2 (2008)
- Older Women And Younger Women 6 (2005)
- Girls Only: Janine (2002)
- The Violation of Amber Lynn (2000)
- Girls on Girls (1995)
- Where the Boys Aren't 6 (1995)
- Lesbionic Woman (1991)
- Girls Who Love Girls 18 (1989)
- No Man's Land 1 (1988)
- Girls Who Dig Girls 8 (1988)
- Girls Who Dig Girls 4 (1987)
- Taboo 5 (1987)
- The Rise and Fall of the Roman Empress (1987)
- Devil in Miss Jones 3 (1986)
- Lesbian Lovers 1 (1986)
- Love Bites (1985)
- Les Lesbos of Paris 2 (1985)
- Les Lesbos of Paris 1 (1985)
- Swedish Erotica Hard 8 (1985)